# Joe Rogan
Joseph James Rogan (n. 11 august 1967, Newark, New Jersey, SUA) este un podcaster american, comedian, comentator⁠(d) UFC și fost prezentator de televiziune.
Rogan și-a început cariera în stand-up comedy în august 1988 în Boston. După ce s-a mutat la Los Angeles în 1994, a semnat un acord exclusiv cu compania Disney și a apărut în mai multe seriale de televiziune printre care Hardball și NewsRadio. În 1997 a început să lucreze pentru Ultimate Fighting Championship (UFC) în calitate de reporter și comentator.
Rogan și-a lansat primul spectacol de stand-up comedy,intitulat I'm Gonna Be Dead Someday ..., în 2000. Din 2001 până în 2006, a fost gazda emisiunii-concurs Fear Factor. În 2009, Rogan a lansat celebrul podcast The Joe Rogan Experience.

## Biografie

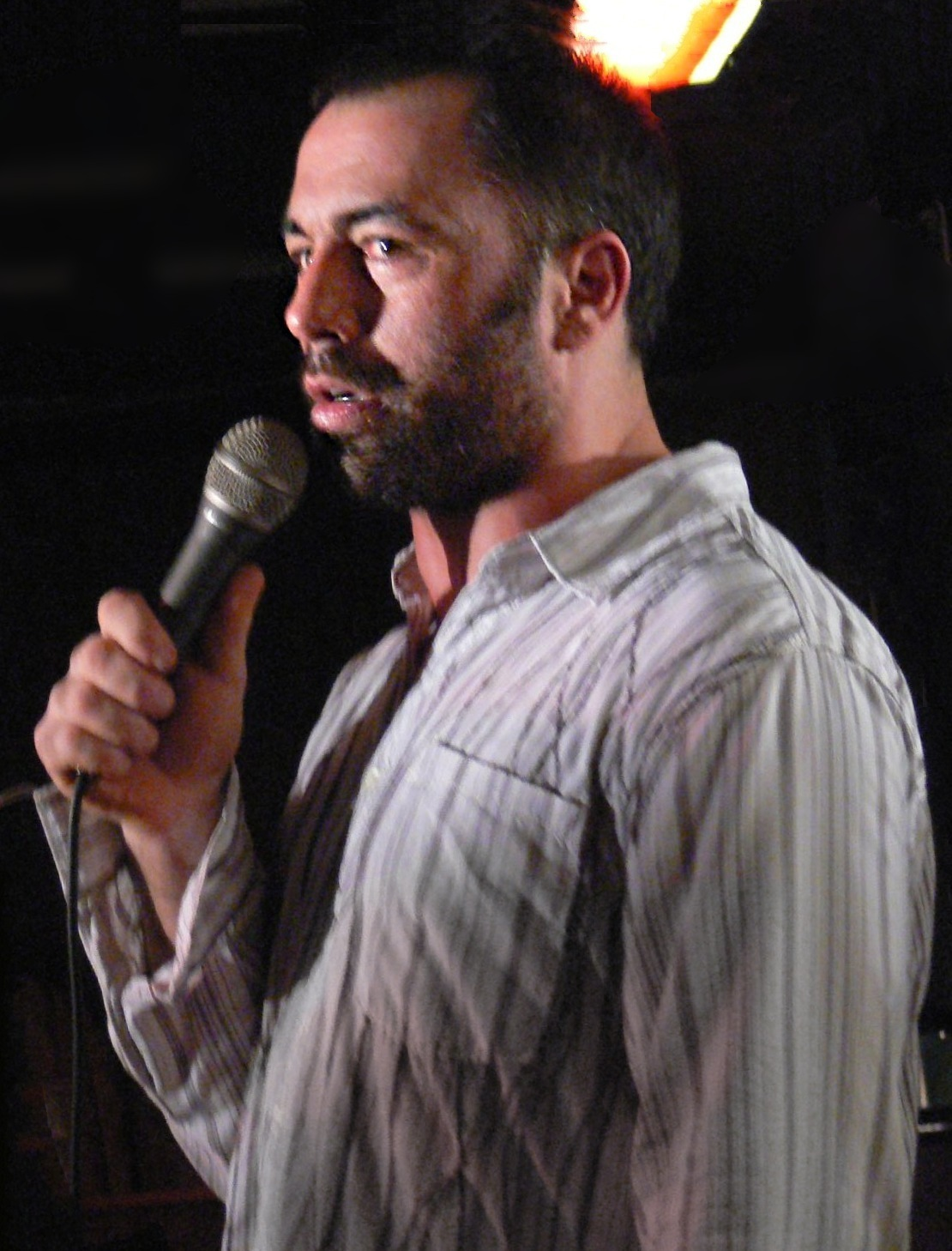
Joe Rogan în timpul unui spectacol de stand-up comedy, 2011

Joseph James Rogan s-a născut pe 11 august 1967 în Newark, New Jersey. Bunicul său s-a mutat în zonă alături de familia sa în anii 1940. Este de  origine italiană și irlandeză. Tatăl său, Joseph, este fost ofițer de poliție în Newark. Părinții săi au divorțat când Rogan avea cinci ani, iar relația lor s-a rupt când acesta avea șapte ani. Rogan menționează că „tot ce îmi amintesc despre tatăl meu  sunt aceste scurte și agresive scene de violență domestică... însă nu vreau să-mi deplâng copilăria. Nu mi s-a întâmplat nimic rău... nu-l urăsc pe individ”. De la 7 la 11 ani, familia a locuit în San Francisco, California, iar apoi s-a mutat în Gainesville, Florida când avea unsprezece ani. Familia s-a stabilit în apropiere de Boston în Newton Upper Falls⁠(d), Massachusetts unde Rogan a urmat cursurile liceului Newton South⁠(d). A absolvit în 1985.
Rogan a participat în Little League Baseball,⁠(d) dar a devenit interesat de  artele marțiale în perioada adolescenței. Își amintește că în copilărie îi „era frică de eșec” și artele marțiale „mi-au redat nu doar încrederea, ci și un punct de vedere diferit cu privire la cine sunt”. Artele marțiale au fost „primul lucru care m-a convins că nu sunt un ratat”. La vârsta de 14 ani, Rogan a început să practice karate și, un an mai târziu, a început cursurile de Taekwondo. La vârsta de 19 ani câștigă turneul de taekwondo din cadrul campionatului US Open la categoria ușoară.A fost campion full-contact⁠(d) al statului din Massachusetts  timp de patru ani consecutivi și a devenit instructor de Taekwondo. Rogan a practicat și kickboxing amator și a deținut un record de 2-1; s-a retras din competiție la vârsta de 21 de ani deoarece a început să sufere de dureri de cap frecvente și a vrut să evite alte posibile accidentări mult mai grave.
A urmat cursurile Universității din Massachusetts Boston⁠(d), dar a considerat-o inutilă și a renunțat la scurt timp după înscriere. A locuit în zona Boston până la la vârsta de 24 de ani.
În 2022, Joe Rogan a fost inclus pe lista celor mai influente personalități, compusă de Time.

## Opinii
În 2020, CNN l-a descris pe Rogan ca posesor al unor „înclinații de libertarianist”. Rogan s-a descris ca fiind liberal, susținând căsătoria între persoane de același sex, drepturile femeilor, consumul de droguri recreaționale, asistența medicală mondială și venitul de bază necondiționat.
Rogan este un vânător pasionat, fiind membru al mișcării Eat What You Kill, care își propune să minimalizeze creșterea industrială a animalelor și gradul de maltratare al acestora.
Rogan se opune circumciziei ritualice în rândul bebelușilor, declarând că nu există niciun beneficiu al acestei practici, și comparând operația cu mutilarea genitală la femei.
Rogan este un critic constant al femeilor transgen care luptă contra femeilor cisgen în meciurile de arte marțiale mixte.

## Filmografie

### Televiziune
| An                  | Titlu                                | Rol                                            | Note                                                  |
| ------------------- | ------------------------------------ | ---------------------------------------------- | ----------------------------------------------------- |
| 1994                | Hardball                             | Frank Valente                                  |                                                       |
| 1995–1999           | NewsRadio                            | Joe Garrelli                                   |                                                       |
| 1996                | MADtv                                | El însuși                                      | Sezonul 2, Episodul 7                                 |
| 1997                | Bruce Testones, Fashion Photographer | Scenarist, El însuși                           |                                                       |
| 1997–prezent        | Ultimate Fighting Championship       | Reporter (1997–2002) Comentator (2002–prezent) |                                                       |
| 2001–2002           | Late Friday                          | Gazdă                                          |                                                       |
| 2001–2006 2011–2012 | Fear Factor                          | Gazdă                                          |                                                       |
| 2002                | Just Shoot Me!                       | Chris                                          | "A Beautiful Mind"                                    |
| 2003                | Good Morning, Miami                  | El însuși                                      | Seasonul 1, Episodul 17: "Fear and Loathing in Miami" |
| 2003–2004           | The Man Show                         | El însuși                                      | Gazdă                                                 |
| 2003–2004           | Chappelle's Show                     | El însuși                                      | Sezonul 1, Episodul 4 Sezonul 2, Episodul 12          |
| 2003–2007           | Last Comic Standing                  | Căutător de talente                            |                                                       |
| 2005–2008           | The Ultimate Fighter                 | Prezentator                                    |                                                       |
| 2006                | Inside the UFC                       | Gazdă                                          |                                                       |
| 2007–2009           | UFC Wired                            | Gazdă                                          |                                                       |
| 2009                | Game Show in My Head                 | Gazdă                                          |                                                       |
| 2012–2013           | UFC Ultimate Insider                 | El însuși                                      |                                                       |
| 2013                | Joe Rogan Questions Everything       | Gazdă                                          |                                                       |
| 2015                | Silicon Valley                       | El însuși                                      | Sezonul 2, Episodul 6: "Homicide"                     |

### Filme și documentare
| An   | Titlu                                       | Rol       |
| ---- | ------------------------------------------- | --------- |
| 2002 | It's a Very Merry Muppet Christmas Movie    | El însuși |
| 2007 | The Union: The Business Behind Getting High | El însuși |
| 2007 | American Drug War: The Last White Hope      | El însuși |
| 2010 | DMT: The Spirit Molecule                    | El însuși |
| 2010 | Venus & Vegas                               | Richie    |
| 2011 | Zookeeper                                   | Gale      |
| 2012 | Here Comes the Boom                         | El însuși |
| 2017 | Bright                                      | El însuși |